# Пале-Рояль
Пале́-Роя́ль, Пале-Руайаль (фр. Palais Royal — «королевский дворец») — площадь, дворец и парк, расположенные в Париже напротив северного крыла Лувра.

## История
Изначально стоящий на площади дворец был построен для кардинала Ришельё по проекту Жака Лемерсье и поначалу назывался Кардинальским. После смерти Ришельё дворец заняла вдовствующая королева Анна Австрийская с юным Людовиком XIV, потом здесь поселился кардинал Мазарини. Позднее в одном из флигелей «Король-Солнце» поселил свою фаворитку герцогиню де Лавальер; там она родила двух внебрачных сыновей короля.
При Людовике XIV и его преемниках дворец служил городской резиденцией герцогов Орлеанских. В малолетство Людовика XV именно отсюда принц-регент Филипп II Орлеанский вёл управление всей Францией. С 1667 по 1725 годы в Пале-Рояле проходили первые в истории художественные выставки.
В начале XVIII века дворцовые апартаменты были обновлены в только входившим тогда в моду стиле рококо. Эти интерьеры были уничтожены во время пожара, затем в этом комплексе построили два новых театра по проекту Виктора Луи. Первым из них стал открывшийся 23 октября 1784 года небольшой кукольный театр, второй занял Зал Ришелье, позднее там разместился «Комеди Франсез». Существовавший до этого театр Пале-Рояль был столь же тесно связан с жизнью и творчеством Мольера, как лондонский «Глобус» — с творчеством Шекспира.
Примерно в те же предреволюционные годы владелец дворца, герцог Орлеанский, впоследствии известный как Филипп Эгалите, открыл сады для посещения всеми желающими и возвёл на площади величественные колоннады с лавками. Это проявление популизма принесло герцогу Орлеанскому расположение самых широких слоёв парижского общества. Вскоре здесь засияли огнями самые модные клубы и кофейни города, а аркады Пале-Рояля стали сосредоточием парижских проституток. Посетивший Париж в 1790 году Николай Карамзин назвал Пале-Рояль его столицей:
Вообразите себе великолепный квадратный замок и внизу его аркады, под которыми в бесчисленных лавках сияют все сокровища света, богатства Индии и Америки, алмазы и диаманты, серебро и золото; все произведения натуры и искусства; все, чем когда-нибудь царская пышность украшалась; все, изобретенное роскошью для услаждения жизни!.. И все это для привлечения глаз разложено прекраснейшим образом и освещено яркими, разноцветными огнями, ослепляющими зрение. — Вообразите себе множество людей, которые толпятся в сих галереях и ходят взад и вперед только для того, чтобы смотреть друг на друга! — Тут видите вы и кофейные домы, первые в Париже, где также все людьми наполнено, где читают вслух газеты и журналы, шумят, спорят, говорят речи и проч. <...> Всё казалось мне очарованием, Калипсиным островом, Армидиным замком («Письма русского путешественника», письмо от 27 марта 1790 г.).

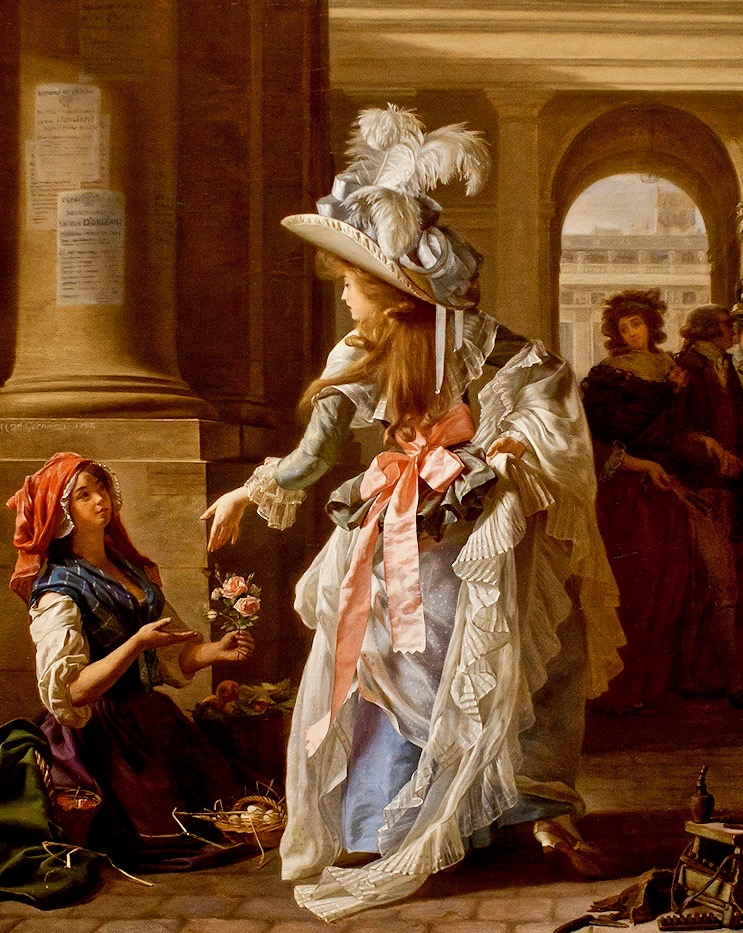
Мишель Гарнье. Элегантная сцена в аркадах Пале-Рояля, ок. 1790, Музей искусств округа Лос-Анджелес

После падения Империи Пале-Рояль превратился в Офицерский клуб для русского гарнизона, который пребывал в Париже с апреля 1814 по ноябрь 1818 г.г. На первом этаже располагались оружейные мастера, на втором были игорные заведения, третий этаж предназначался для тайных свиданий с парижскими барышнями.
Затем дворцом владели премьер-министр Короля Людовика XVIII герцог Ришельё и родственник монарха герцог Орлеанский Луи-Филипп I.
В те годы в Пале-Рояле находилось множество частных игорных домов. Дом № 113, где играли по-крупному, был описан в «Шагреневой коже» французского романиста Оноре де Бальзака.
В 1852 году площадь была расширена при реконструкции Парижа, предпринятой под руководством барона Османа.
Во время Парижской коммуны 1871 года дворец сгорел, но был отстроен уже через два года. С тех пор здесь размещаются три государственных ведомства — Государственный совет, Конституционный совет и Министерство культуры (фр.). Сразу за дворцом находятся старые здания Национальной библиотеки.
В 1900 году рядом с дворцом была открыта одноимённая станция метро.
В 1986 году на площади появились современные инсталляции — так называемые Колонны Бюрена («Искусство преображает город»).